# Modrásek bělopásný
Modrásek bělopásný (Aricia eumedon, Esper 1780) je druh denního motýla z čeledi modráskovitých (Lyceanaidae).

## Synonyma
Byl zařazován a označován také:
- Plebejus eumedon (často mylně přepisováno Plebeius eumedon)

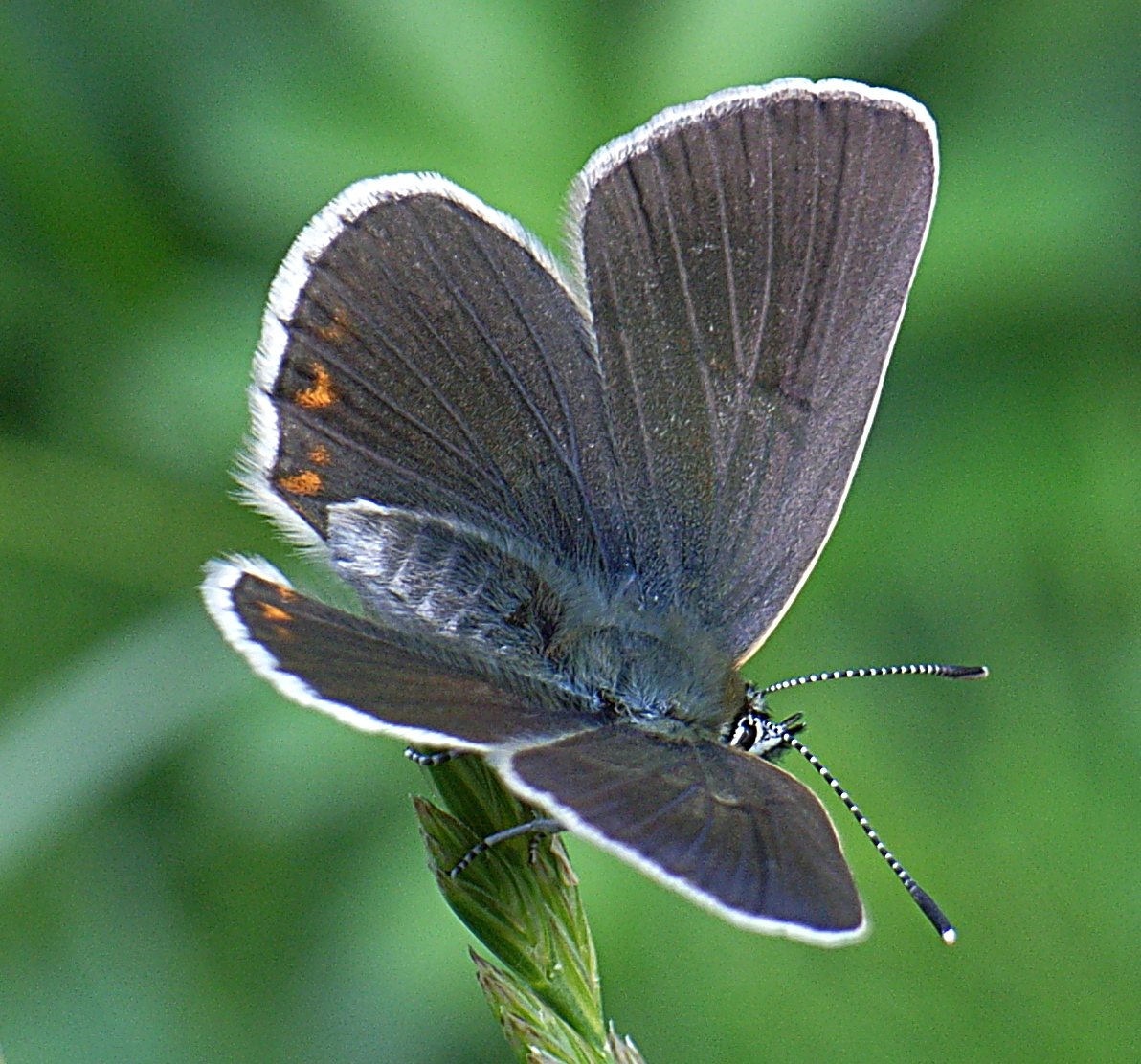
Modrásek bělopásný

- Eumedonia eumedon
- Lycaena eumedon
- Eumedonia chiron

## Výskyt
Rozšířený je lokálně od jihovýchodní Evropy přes střední a severní Evropu, Balkán a Turecko až po Dálný východ. Jeho přirozeným prostředím jsou vlhké a květnaté louky, lesní palouky, ale také vlhké příkopy při cestách a okraje vodních nádrží.
V České republice se vyskytuje roztroušeně, převážně v pahorkatinách. V Čechách jej najdeme například v Českém středohoří nebo na jihu Českomoravské vrchoviny, početnější populace se pak vyskytují prakticky na celé Moravě.

## Chování a vývoj

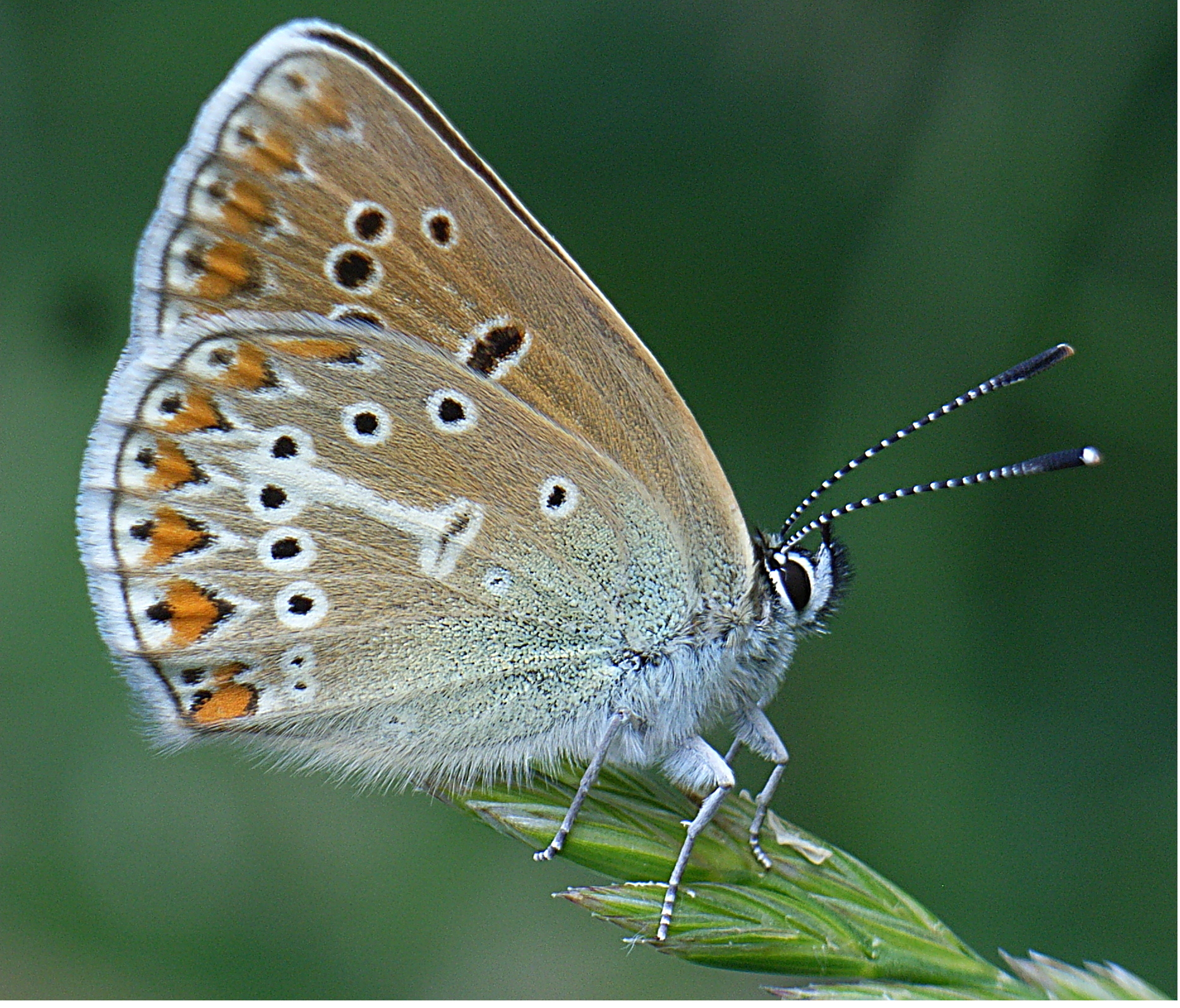
Modrásek bělopásný

Živnou rostlinou modráska bělopásného je především kakost luční (Geranium pratense), méně kakost bahenní (G. palustre) a kakost krvavý (G. sanguineum).
Samice klade vajíčka do květů živných rostlin, které potom postupně vyžírají housenky. Tyto přezimují a kuklí se v trávě nebo na zemi.
Motýl je jednogenerační, v závislosti na lokalitě se vyskytuje od června do začátku srpna.
Přední křídlo dospělého jedince dosahuje délky 14 – 16 mm.

## Ochrana a ohrožení
V České republice není bezprostředně ohrožen. Škodí mu intenzivní pastva či zarůstání neobhospodařovaných luk, na druhou stranu bylo zaznamenáno jeho šíření v podhorských oblastech.